# Premier League Asia Trophy
El Trofeo de la Premier League Asia (anteriormente la FA Premier League Asia Cup) es un torneo amistoso de fútbol de la asociación de pretemporada que se celebra cada dos años en Asia.

## Torneos
| Equipo | Nombre del equipo y número de tiempo habían acabado en la posición en aquel punto (si más de un) |
|        | Denota el equipo local del país anfitrión                                                        |

| Edición | Año  | Ganador                 | Subcampeón       | Tercio            | Cuarto                   | Local                                                                                    | Ref(s)        |
| ------- | ---- | ----------------------- | ---------------- | ----------------- | ------------------------ | ---------------------------------------------------------------------------------------- | ------------- |
| 1       | 2003 | Chelsea                 | Newcastle United | Birmingham City   | Malasia                  | Bukit Jalil Estadio Nacional (Kuala Lumpur, Malasia)                                     | [ 1 ] [ 3 ]   |
| 2       | 2005 | Bolton Wanderers        | Tailandia sub-23 | Manchester City   | Everton                  | Rajamangala Estadio (Bangkok, Tailandia)                                                 | [ 4 ]         |
| 3       | 2007 | Portsmouth              | Liverpool        | Fulham            | China del sur            | Estadio de Hong (Hong Kong)                                                              | [ 5 ] [ 6 ]   |
| 4       | 2009 | Tottenham Hotspur       | Hull City        | West Ham United   | Beijing Guoan            | Estadio de los Trabajadores (Beijing, China)                                             | [ 7 ] [ 8 ]   |
| 5       | 2011 | Chelsea (2)             | Aston Villa      | Blackburn Rovers  | Kitchee                  | Estadio de Hong (Hong Kong)                                                              | [ 9 ]         |
| 6       | 2013 | Manchester City         | Sunderland       | Tottenham Hotspur | China del sur (2)        | Estadio de Hong (Hong Kong)                                                              | [ 10 ] [ 11 ] |
| 7       | 2015 | Arsenal                 | Everton          | Stoke City        | Selección de Singapur XI | Estadio nacional (Singapur)                                                              | [ 12 ]        |
| 8       | 2017 | Liverpool               | Leicester City   | Crystal Palace    | West Bromwich Albion     | Estadio de Hong (Hong Kong)                                                              | [ 13 ]        |
| 9       | 2019 | Wolverhampton Wanderers | Manchester City  | Newcastle United  | West Ham United          | Hongkou Football Stadium (Shanghái, China) Nanjing Olympic Sports Centre (Nankín, China) |               |

## Rendimiento por equipo

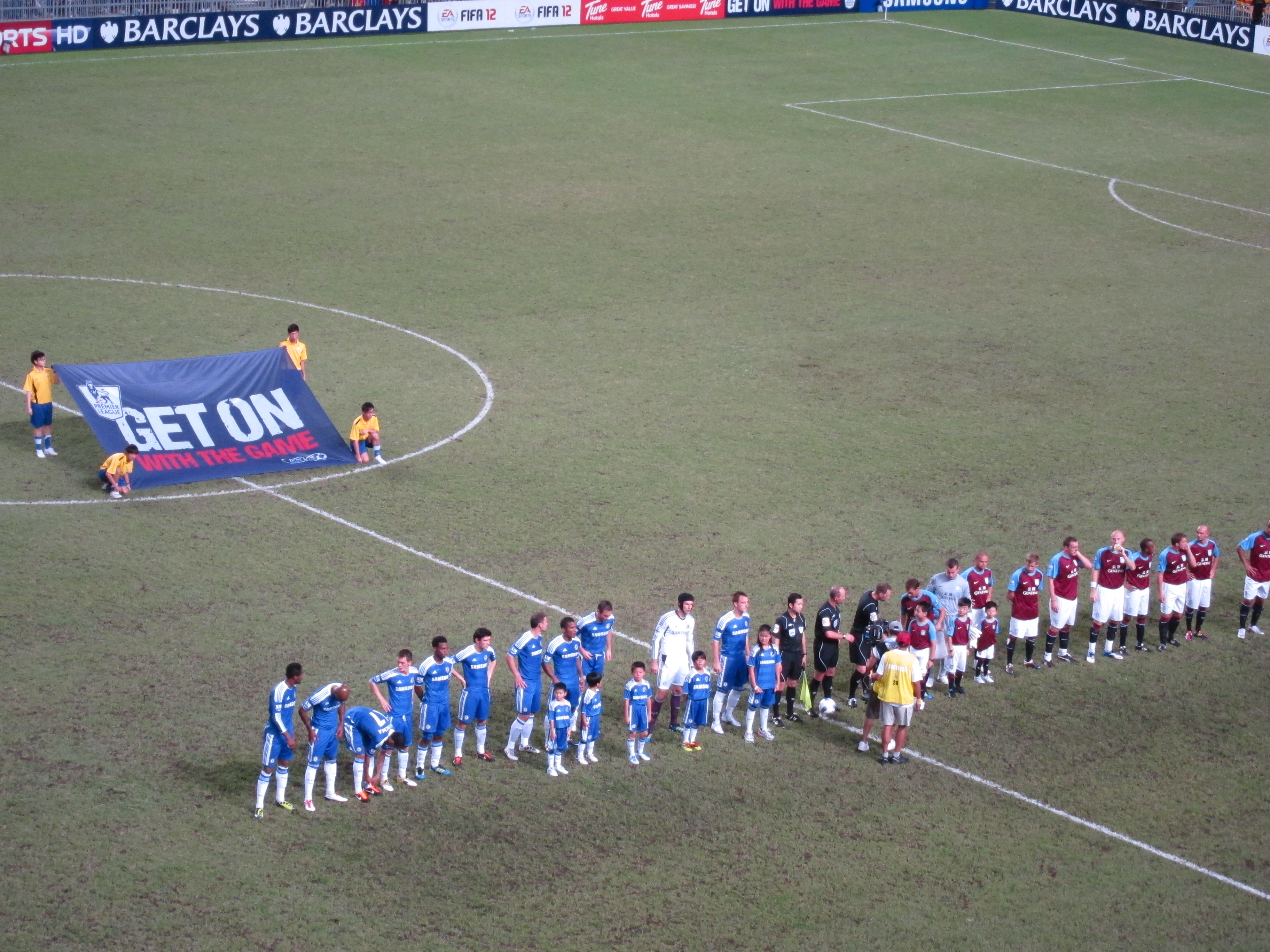
Aston Villa y Chelsea disputaron la final de 2011, con resultado de 0-2.

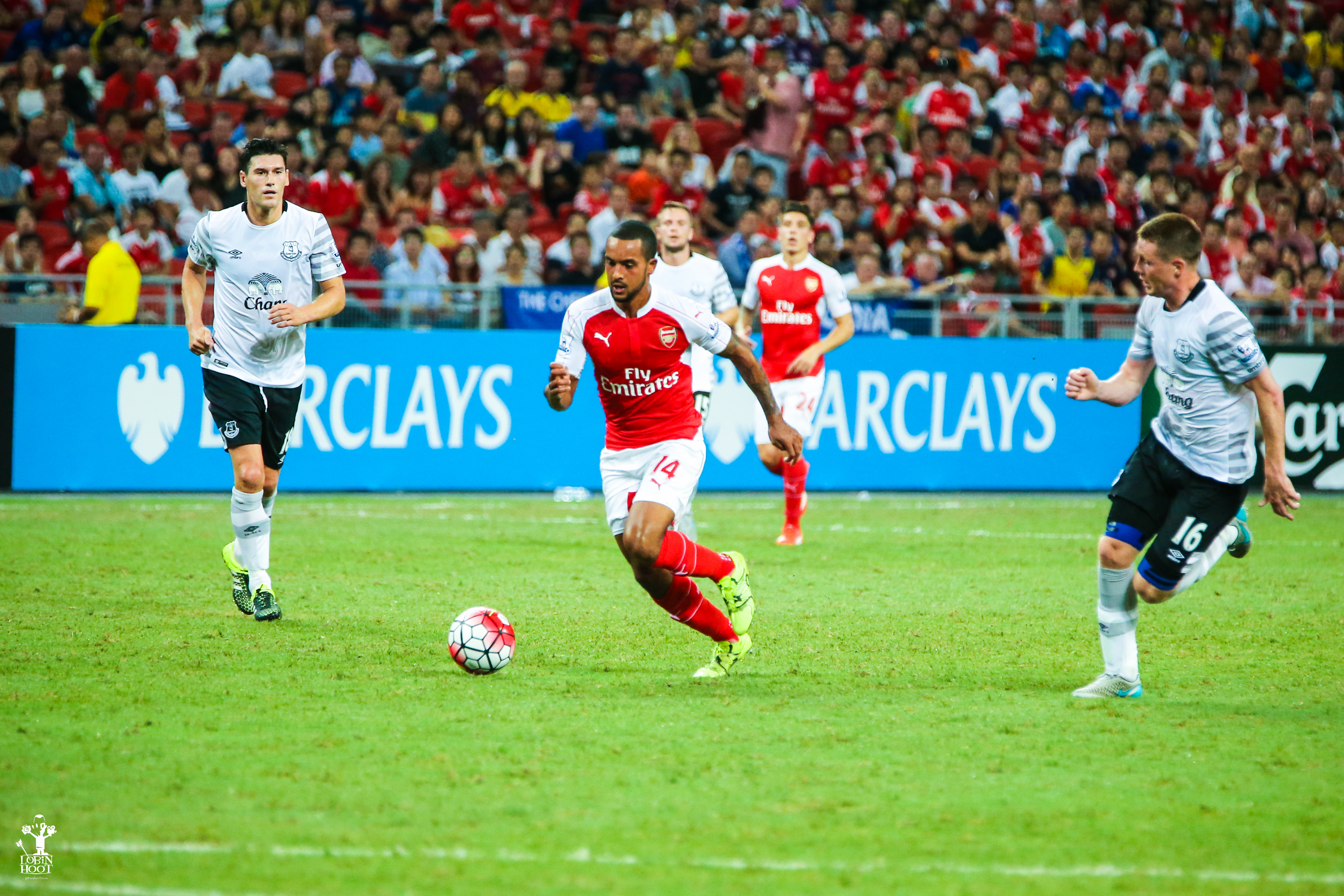
Gareth Barry (izquierda) y James McCarthy (derecha) en la edición de 2015 donde Theo Walcott (centro) anotó para el Arsenal.

| Equipo                   | Ganador | Subcampeón | Tercero | Cuarto | Total |
| ------------------------ | ------- | ---------- | ------- | ------ | ----- |
| Chelsea                  | 2       | -          | -       | -      | 2     |
| Manchester City          | 1       | 1          | 1       | -      | 3     |
| Liverpool                | 1       | 1          | -       | -      | 2     |
| Tottenham Hotspur        | 1       | -          | 1       | -      | 2     |
| Bolton Wanderers         | 1       | -          | -       | -      | 1     |
| Portsmouth               | 1       | -          | -       | -      | 1     |
| Arsenal                  | 1       | -          | -       | -      | 1     |
| Wolverhampton Wanderers  | 1       | -          | -       | -      | 1     |
| Newcastle United         | -       | 1          | 1       | -      | 2     |
| Everton                  |         | 1          | -       | 1      | 2     |
| Tailandia sub-23         | -       | 1          | -       | -      | 1     |
| Hull City                | -       | 1          | -       | -      | 1     |
| Aston Villa              | -       | 1          | -       | -      | 1     |
| Sunderland               | -       | 1          | -       | -      | 1     |
| Leicester City           | -       | 1          | -       | -      | 1     |
| West Ham United          | -       | -          | 1       | 1      | 2     |
| Birmingham City          | -       | -          | 1       | -      | 1     |
| Fulham                   | -       | -          | 1       | -      | 1     |
| Blackburn Rovers         | -       | -          | 1       | -      | 1     |
| Stoke City               | -       | -          | 1       | -      | 1     |
| Crystal Palace           | -       | -          | 1       | -      | 1     |
| South China              | -       | -          | -       | 2      | 2     |
| Malasia                  | -       | -          | -       | 1      | 1     |
| Beijing Guoan            | -       | -          | -       | 1      | 1     |
| Kitchee                  | -       | -          | -       | 1      | 1     |
| Selección de Singapur XI | -       | -          | -       | 1      | 1     |
| West Bromwich Albion     | -       | -          | -       | 1      | 1     |